# عبد الرحمن (اسم)
عبد الرحمن اسم عربي يطلق على الذكور، وهو مكون من جزأين «عبد» و «الرحمن». الرحمن وهو اسم من أسماء الله الحسنى المذكورة في القرآن الكريم. واسم عبد الرحمن من الأسماء المستحبة في الإسلام، قال رسولُ الله ﷺ: «تَسَمَّوْا بأسَماءِ الأنبياء، وأحَبُّ الأسماءِ إلى الله: عَبدُ الله وعبدُ الرحمن، وأصدَقُها: حارِثٌ وهَمَّامٌ، وأقْبَحُها: حَرْبٌ ومُرَّة». وهو مستخدم في العهد الحديث اسمًا ولقبًا.

## من القرون الوسطى
- عبد الرحمن بن أبي بكر
- عبد الرحمن بن أبي بكرة
- عبد الرحمن بن عوف
- عبد الرحمن بن خالد بن الوليد
- عبد الرحمن بن ربيعة الباهلي
- عبد الرحمن بن ملجم
- الحر بن عبد الرحمن الثقفي
- عبد الرحمن الغافقي
- عبد الرحمن بن كثير اللخمي
- عبد الرحمن بن حبيب الفهري
- يوسف بن عبد الرحمن الفهري
- عبد الرحمن الأوزاعي
- عبد الرحمن الداخل
- عبد الرحمن الأوسط
- عبد الرحمن الناصر لدين الله
- عبد الرحمن بن عمر الصوفي
- عبد الرحمن شنجول
- عبد الرحمن المرتضي بالله
- عبد الرحمن المستظهر بالله
- يوسف بن عبدالرحمن المزي
- عبد الرحمن بن مسلم الخراساني

## التجارة
- يوسف بن عبد الرحمن آل فخروه
- محمد عبد الرحمن فخرو
- عبد الرحمن جمشير

## ترفيهيون
- حاج عبد الرحمن
- عبد الرحمن الباشا
- عبد الرحمن سيساكو
- خالد عبد الرحمن
- هشام عبد الرحمن الهويش
- ياسر عبد الرحمن

## قضاة ومحامون
- عبد الرحمن زعبي
- رؤوف رشيد عبد الرحمن
- عبد الرحمن يالسينكايا
- عبد الرحمن اللاحم

## سياسيون وناشطون

### المنظمات الدولية
- عبد الرحمن عزام

### الدول التاريخية
- عبد الرحمن إبراهيم ابن سوري

### أفغانستان
- عبد الرحمن خان

### بنغلاديش
- عبد الرحمن بيسواس

### إندونيسيا
- عبد الرحمن وحيد

### العراق
- عبد الرحمن الكيلاني النقيب
- عبد الرحمن البزاز
- عبد الرحمن عارف
- عبد الرحمن مصطفى (محافظ)

### ليبيا
- عبد الرحمن شلقم

### ماليزيا
- تونكو عبد الرحمن

### المغرب
- أبو الفضل عبد الرحمن بن هشام
- عبد الرحمن اليوسفي

### المملكة العربية السعودية
- عبد الرحمن بن فيصل بن تركي آل سعود
- سعد الأول بن عبد الرحمن بن فيصل آل سعود
- عبد الله بن عبد الرحمن بن فيصل آل سعود
- محمد بن عبد الرحمن بن فيصل آل سعود
- عبد الرحمن بن عبد العزيز آل سعود
- عبد الله عبد الرحمن بن جبرين
- عبد الرحمن بن سعود بن عبد العزيز آل سعود
- غازي عبد الرحمن القصيبي
- فهد بن عبد الرحمن بالغنيم
- عبد الرحمن بن مساعد بن عبد العزيز آل سعود
- نورة بنت عبد الرحمن بن فيصل آل سعود

### الصومال
- عبد الرحمن أحمد علي الطور

### السودان
- عبد الرحمن المهدي
- عبد الرحمن سوار الذهب

### اليمن
- عبد الرحمن الأرياني
- عبد الرحمن علي الجفري

### أماكن أخرى
- عبد الرحمن قاسملو
- عبد الرحمن محمد بابو
- عبد الرحمان فارس
- عبد الرحمن محمد النعيمي
- عمر عبد الرحمن
- هاشم عبد الرحمن
- عبد الرحمن الشهبندر
- عبد الرحمن العمودي

## مسجونون
- عبد الرحمن خضر (كندي)
- عبد الرحمن محمد ناصر قاسم اليافعي

## رجال دين
- عبد الرحمن الوغليسي
- عبد الرحمن الثعالبي
- عبد الرحمن المعلمي
- عبد الرحمن السديس
- عبد الرحمن (متنصر)
- عبد الرحمن البراك
- عبد الرحمن دمشقية

## علماء وأكاديميون
- عبد الرحمن الفاسي
- عبد الرحمن الجبرتي
- عبد الرحمن بن ناصر السعدي
- عبد الرحمن الرافعي
- عبد الرحمن الأنصاري
- عبد الرحمن العذل
- أحمد عبد الرحمن السماوي

## جنود
- محمود عبد الرحمن فهمي

## الرياضة
- عبد الرحمن العبود
- عبد الرحمن غريب